# Agrypon reticulatum
Agrypon reticulatum är en stekelart som först beskrevs av Cameron 1905.  Agrypon reticulatum ingår i släktet Agrypon och familjen brokparasitsteklar. Inga underarter finns listade i Catalogue of Life.